# GIPC2
GIPC2‏ (GIPC PDZ domain containing family member 2) هوَ بروتين يُشَفر بواسطة جين GIPC2 في الإنسان.